# Dorchester Hotel
Pour les articles homonymes, voir Dorchester.
The Dorchester Hotel est un hôtel de luxe de Londres.

## Situation et accès
Le Dorchester est un hôtel de luxe de Mayfair, dans le centre de Londres, situé au no 53 de Park Lane, près de Hyde Park.
Les stations de métro les plus proches sont Hyde Park Corner, desservie par  la ligne  Piccadilly, et Green Park, où circulent les rames des lignes  Jubilee  Piccadilly  Victoria.

## Origine du nom
L’hôtel occupe l’emplacement de la Dorchester House, palais démoli en 1929.

## Historique
- L'hôtel ouvre ses portes en 1931.

- En 2013, le sultan de Brunei Hassanal Bolkiah décide d'appliquer la charia dans son pays (qui prévoit, entre autres, la flagellation pour les femmes qui avortent ou la lapidation pour les homosexuels), ce qui entraîne une importante campagne de boycott des hôtels du groupe Dorchester, qui lui appartient (outre le Beverly Hills Hotel et l'hôtel Bel-Air en Californie, le Meurice à Paris)[1]. Cette polémique rebondit en 2019, entraînant une nouvelle campagne de boycott[2]. Plusieurs centaines de manifestants se rassemblent devant l’hôtel le 6 avril 2019 pour protester contre ces dispositions [3].

## Personnalités liées au Dorchester

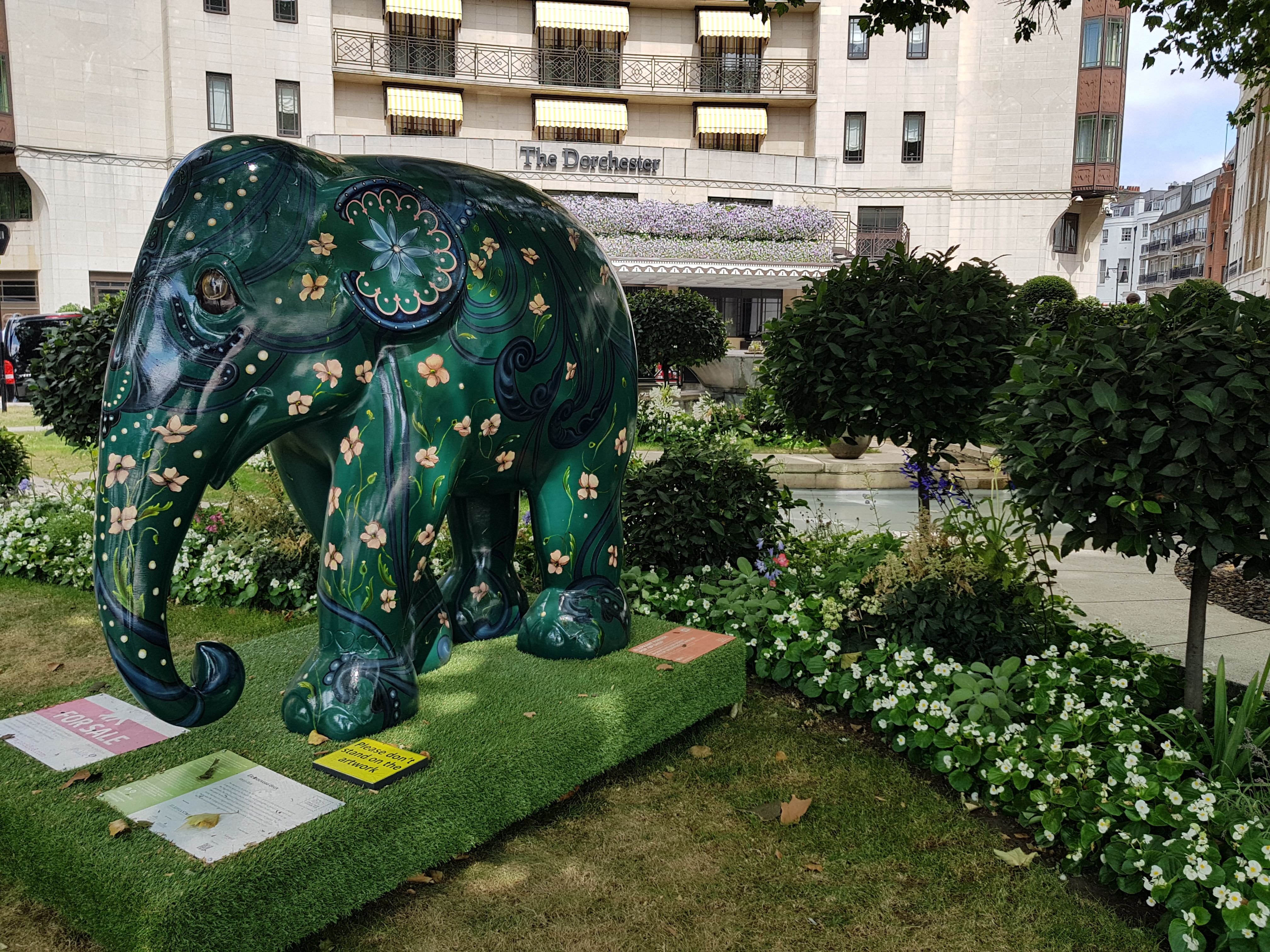
Devant l’hôtel en juillet 2018.

L'hôtel a été fréquenté par de nombreuses célébrités, dont le poète Cecil Day-Lewis, le romancier Somerset Maugham et le peintre Alfred Munnings.
Le général américain Dwight D. Eisenhower y a séjourné pendant la Seconde Guerre mondiale, après avoir quitté le Claridge's.
Cet hôtel a également inspiré au groupe de rock suédois The Sounds la chanson Dorchester Hotel (« I'm meeting him at London's Dorchester hotel, tonight »).
En 2017, l'homme d'affaires David Tang organise une fête d'adieu dans l'hôtel après avoir appris qu'il ne lui restait plus qu'un mois ou deux à vivre. Il meurt le 29 août 2017 d'un cancer du foie.

## Au cinéma
- Des scènes de la série télévisée britannique McMafia (2018) ont été réalisées au Dorchester.